# Tachigali melinonii

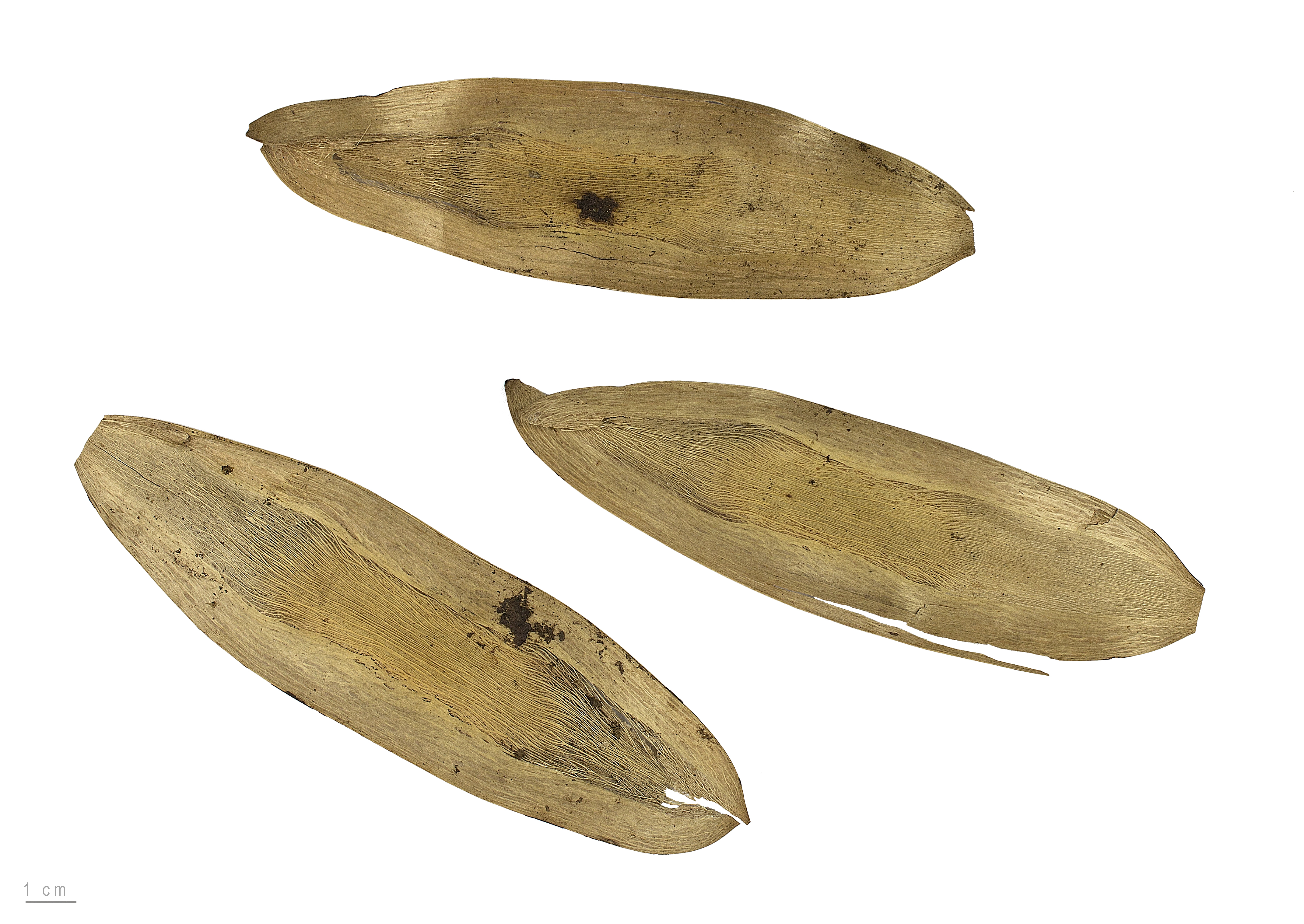
Tachigali melinonii

Tachigali melinonii là một loài thực vật có hoa trong họ Đậu. Loài này được (Harms) Zarucchi & Herend. miêu tả khoa học đầu tiên năm 1993.